# Vollsmose Sogn

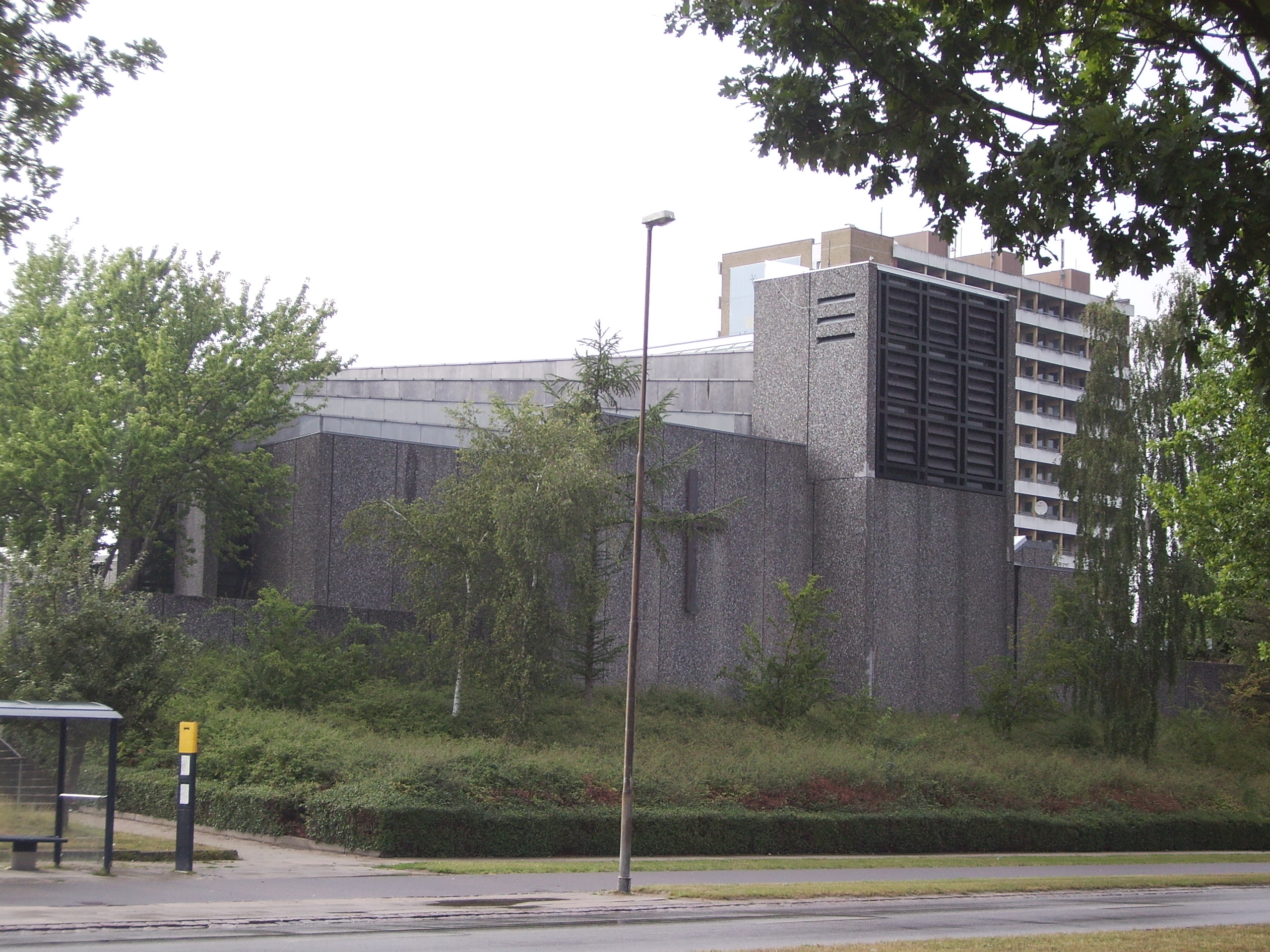
Vollsmose Kirke

Vollsmose Sogn ist eine Kirchspielsgemeinde (dän.: Sogn)
auf der Insel Fyn (dt.: Fünen) im südlichen Dänemark.
Bis 1970 gehörte sie zur Harde Odense Herred im damaligen Odense Amt, danach zur Odense Kommune im
Fyns Amt, die im Zuge der  Kommunalreform zum 1. Januar 2007 Teil der Region Syddanmark geworden ist.
Von den 182.387 Einwohnern von Odense leben 9276 im Kirchspiel Vollsmose (Stand: 1. Januar 2023).
Im Kirchspiel liegt die Kirche „Vollsmose Kirke“.
Nachbargemeinden sind im Nordwesten Fredens Sogn, im Nordosten Seden Sogn, im Osten Åsum Sogn und im Süden Korsløkke Sogn.